# Auriu de Ștefănești
Auriu de Ștefănești este un soi românesc de struguri albi obținut de către cercetătorii Camelia Popa, Smaranda Gheorghe și Margareta Bădițescu de la Institutul Național de Cercetare-Dezvoltare pentru Biotehnologii în Horticultură Ștefănești prin încrucișarea soiurilor Frumoasă albă și Augusta. Este un soi de masă care a fost omologat în anul 2007 și brevetat cu patentul 00191/2009 la OSIM. 